# Aegomorphus atrosignatus
Aegomorphus atrosignatus es una especie de escarabajo longicornio del género Aegomorphus,  subfamilia Lamiinae. Fue descrita científicamente por Melzer en 1932.
Se distribuye por América del Sur, en Bolivia y Brasil. Mide 9-15 milímetros de longitud.